# Arnaldo Ochoa Sánchez
Arnaldo Ochoa Sanchez (ur. 1932, zm. 1989) – kubański generał.
W latach 1956–1959 uczestniczył w obalaniu Fulgencio Batisty, walczył w partyzantce w Sierra Maestra. Był bliskim przyjacielem Raula Castro. Po zwycięstwie rewolucji szkolił się w radzieckiej Akademii Frunzego. Dowodził kubańskimi kontyngentami wojskowymi w Etiopii (1978–1979) oraz w Angoli (1987–1988). W 1980 został odznaczony orderem Bohatera Rewolucji. Brał również udział w walkach na Dominikanie, Kongu i Wenezueli. Zyskał wielką popularność zarówno we własnej armii, jak i całym kubańskim społeczeństwie. W czerwcu 1989 oskarżono go o korupcję i handel narkotykami, przez co stanął przed sądem wojskowym. Uznano go za winnego i skazano na śmierć. Wyrok wykonano 12 lipca 1989. Przyspieszony proces i kara śmierci wzbudziły liczne spekulacje na temat powodów takiej rozprawy z Ochoą i osobami, które były z nim związane.